# Hennes-Weisweiler-Akademie
Die Hennes-Weisweiler-Akademie (HWA) war die zentrale Ausbildungsstätte des Deutschen Fußball-Bundes (DFB) zum Erwerb der Lizenz als Fußball-Lehrer, der höchsten Stufe der vom DFB vergebenen Trainer-Lizenzen und heute Voraussetzung für eine offizielle Anstellung als Cheftrainer einer Fußballmannschaft der obersten drei Spielklassen in Deutschland. Die seit 1947 stattfindenden Lehrgänge wurden in Kooperation mit der Deutschen Sporthochschule (DSHS) bis 2011 auf deren Campus in Köln durchgeführt; ab Sommer 2011 am neuen Sitz der Akademie in der Sportschule Hennef. Im April 2005 wurde die Institution nach ihrem langjährigen Leiter Hennes Weisweiler benannt.
Seit Februar 2022 wird der Lehrgang für die UEFA Pro Lizenz als Nachfolge des Fußballlehrer-Lehrgangs an der neuen DFB-Akademie in Frankfurt am Main durchgeführt.

## Geschichte
Als Sepp Herberger zum ersten Lehrgang (3. November 1947 bis 28. Februar 1948) an der gerade erst entstandenen Deutschen Sporthochschule einlud, war der 1940 aufgelöste Deutsche Fußball-Bund noch nicht wiedergegründet, der Fußballbetrieb hingegen landesweit längst wieder angelaufen. Der ehemalige Auswahl- und Reichstrainer Herberger war in den Augen des Gründers der DSHS, Carl Diem, für diesen Posten prädestiniert und führte zwischen 1947 und 1950 die ersten drei Lehrgänge durch, die insgesamt 95 Teilnehmer erfolgreich abschlossen. Nachdem Herberger bald nach der Gründung des DFB im Jahr 1950 zum Trainer der Fußballnationalmannschaft berufen worden war, setzte die zentrale Ausbildung in Köln für mehrere Jahre aus und wurde dezentral durch die inzwischen flächendeckend wiedergegründeten Landesverbände durchgeführt. Erst 1957 nahm der DFB die Lehrgänge an der DSHS wieder auf und bestimmte Hennes Weisweiler, der bereits seit 1953 beim DFB als zentraler Prüfungsleiter beim DFB im Lehrgangswesen und daneben seit 1955 auch als Dozent an der DSHS tätig war, zum Leiter der Ausbildungsstätte. Weisweiler blieb bis 1970 im Amt und ließ es sich, obwohl gleichzeitig als Trainer in der Oberliga bzw. der Bundesliga angestellt, nicht nehmen, einen großen Teil der Lehrveranstaltungen selbst durchzuführen. Über seine Lehrtätigkeit hinaus verfasste Weisweiler auch Lehrbücher, seine erste Veröffentlichung mit dem Titel „Der Fußball. Taktik, Training, Mannschaft“ (1959) wurde zum Standardwerk für die Ausbildung von Fußball-Trainern aller Leistungsklassen.
Weisweilers Nachfolger wurde einer seiner ersten Schüler, Gero Bisanz, der von ihm 1970 zunächst die Leitung der Fußballausbildung an der DSHS und im Jahr darauf auch die Lehrgangsleitung für die Fußball-Lehrer-Ausbildung übernahm und von dort an 30 Jahre lang ausübte, bis 1980 in Kooperation mit Karl-Heinz Heddergott. Unter Bisanz, ab 1982 auch erster Trainer der deutschen Frauennationalmannschaft, absolvierte mit Tina Theune-Meyer im 30. Lehrgang 1985 die erste Frau die Ausbildung. Wie sein Vorgänger Weisweiler war auch Bisanz Autor zahlreicher Fachbücher, unter anderem des Lehrbuchs „Fußball – Technik, Taktik, Kondition“. Eine weitere Parallele zu seinen Vorgängern besteht darin, dass Bisanz’ Nachfolger wiederum ein Schüler seines ersten Lehrganges gewesen war: Erich Rutemöller übernahm am 1. Juli 2000, als der 65-jährige Bisanz in den Ruhestand ging, sein Amt. Anlässlich des 50. Lehrganges wurde die Institution im April 2005 nach ihrem langjährigen Leiter Hennes Weisweiler benannt. Seit 1. Januar 2008 wird die Ausbildung zum Fußball-Lehrer von Frank Wormuth geleitet. Mit dem Beginn des 58. Fußball-Lehrer-Lehrgangs verlegte die Akademie im Juni 2011 ihren Sitz an die Sportschule Hennef.

## Voraussetzung, Bedeutung und Inhalte der Ausbildung
Die mit der Vergabe der UEFA Pro Lizenz einhergehende Ausbildung zum Fußball-Lehrer ist für deutsche Trainer heute zwingende Voraussetzung für die Anstellung als Cheftrainer einer Fußballmannschaft in einer der deutschen Profiligen (1. und 2. Bundesliga sowie 3. Liga), und jeder Verein der obersten drei Spielklassen muss einen durch diese Ausbildung qualifizierten Trainer benennen. Voraussetzung für die Zulassung zur Ausbildung ist unter anderem der Besitz der A-Lizenz als DFB-Trainer und mit dieser eine mindestens einjährige (Chef-)Trainertätigkeit in der Regional- oder Oberliga (bzw. der 6. Spielklasse), A- oder B-Juniorenmannschaft in den Bundesligen oder der 1. oder 2. Frauen-Bundesliga oder als Co-Trainer in einer deutschen Profiliga oder als leitender DFB-Stützpunktkoordinator.
Die Ausbildung an der Hennes-Weisweiler-Akademie wurde vom DFB (in Kooperation mit der DSHS) einmal jährlich angeboten, dauerte 44 Wochen (rund zehn Monate) und wurde mit bis zu 24 Teilnehmern durchgeführt. Inhaltlich umfasste sie die Themenbereiche Fußballlehre, Trainingswissenschaft, Sportmedizin und Psychologie/Pädagogik sowie für den heutigen Profifußball relevante Spezialgebiete. Begleitend wurde ein Praktikum bei einem Bundesligaverein sowie bei einem DFB-Landesverband absolviert.

## Jahrgangsbeste
Jahrgangsbeste der HWA waren:
- 2001: Michael Frontzeck, Holger Gehrke, Iraklis Metaxas
- 2002: Uwe Fuchs
- 2003: Thomas Doll
- 2004: Hansi Flick
- 2005: Maren Meinert, Olaf Janßen, André Schubert
- 2006: Kai Timm, Robin Dutt
- 2007: Markus von Ahlen, Karsten Baumann
- 2008: Dirk Schuster
- 2009: Holger Stanislawski
- 2010: Mario Himsel
- 2011: Jan-Moritz Lichte
- 2012: Alexander Zorniger, Sören Osterland
- 2013: Frank Kramer
- 2014: Achim Beierlorzer
- 2015: Florian Kohfeldt
- 2016: Domenico Tedesco
- 2017: Damir Dugandzic
- 2018: Robert Klauß

## Leiter der Ausbildung zum Fußball-Lehrer beim DFB
- 1947–1950: Sepp Herberger
- 1957–1970: Hennes Weisweiler
- 1971–2000: Gero Bisanz
- 2000–2007: Erich Rutemöller
- 2008–2018: Frank Wormuth
- 2018–2022: Daniel Niedzkowski (danach Lehrgangsleiter an der neuen DFB-Akademie)